# Dibelona
Dibelona is een geslacht van rechtvleugeligen uit de familie Gryllacrididae. De wetenschappelijke naam van dit geslacht is voor het eerst geldig gepubliceerd in 1888 door Brunner von Wattenwyl.

## Soorten
Het geslacht Dibelona  is monotypisch en omvat slechts de volgende soort:
- Dibelona brasiliensis (Brunner von Wattenwyl, 1888)